# Кодоле
Кодоле (фр. Codolet) насеље је и општина у јужној Француској у региону Лангдок-Русијон, у департману Гар која припада префектури Ним.
По подацима из 2011. године у општини је живело 709 становника, а густина насељености је износила 137,14 становника/km². Општина се простире на површини од 5,17 km². Налази се на средњој надморској висини од 34 метара (максималној 50 m, а минималној 27 m).

## Демографија
| 1962. | 1968. | 1975. | 1982. | 1990. | 1999. | 2011. |
| ----- | ----- | ----- | ----- | ----- | ----- | ----- |
| 381   | 393   | 386   | 433   | 458   | 558   | 709   |

График промене броја становника у току последњих година